# 計程人生
《計程人生》（波斯語：‎）是一部2015年賈法爾·帕納希编剧并执导的伊朗剧情片，赢得第65届柏林影展金熊奖和国际影评人奖。这是继2011年的《分居風暴》后，又一部获得金熊奖的伊朗电影。

## 製作
伊朗導演 賈法爾·帕納希（Jafar Panahi）在2010年，被政府以「危害國家安全」等罪名，禁止在20年內進行任何電影相關的創作。不過，他暗地裏拍攝了新片《計程人生》並偷運出境，2015年2月更揚威柏林影展勇奪金熊獎。由於巴納希不能出境，結果由他的小姪女漢娜到柏林代表領獎。

## 演员
- 賈法爾·帕納希

## 评价
烂番茄新鲜度90%，Metacritic上得到89分，收获普遍赞誉。